# لوز كاسال
لوز كاسال (بالإسبانية: Luz Casal)‏ هي مغنية وكاتبة أغاني إسبانية، ولدت في 11 نوفمبر 1958 في بويمورتو في إسبانيا.

## وصلات خارجية
- الموقع الرسمي
- لوز كاسال على موقع IMDb (الإنجليزية)
- لوز كاسال على موقع ميوزك برينز (الإنجليزية)
- لوز كاسال على موقع أول ميوزيك (الإنجليزية)
- لوز كاسال على موقع ديسكوغز (الإنجليزية)